# Франсіско Кастрехон
Франсіско Кастрехон (ісп. Francisco Castrejón, нар. 11 червня 1947, Туспан) — мексиканський футболіст, що грав на позиції воротаря, зокрема за клуби «УНАМ Пумас» та «Америка», а також національну збірну Мексики.

## Клубна кар'єра
У дорослому футболі дебютував 1966 року виступами за команду «УНАМ Пумас», в якій провів шість сезонів. Згодом з 1972 по 1975 рік грав у складі команд «Лагуна» та «Пуебла».
1975 року перейшов до «Америки». Відіграв за цю команду з Мехіко наступні чотири сезони своєї ігрової кар'єри, здебільшого як основний голкіпер. 1976 року став у складі команди чемпіоном Мексики та володарем Суперкубка Мексики, а наступного року допоміг «Америці» здобути Кубок чемпіонів КОНКАКАФ.
Протягом 1979—1982 років захищав кольори клубів «Тампіко Мадеро» та «Атлас», а завершував ігрову кар'єру у команді «Атлетіко Морелія», за яку виступав протягом 1982—1983 років.

## Виступи за збірну
1969 року дебютував в офіційних матчах у складі національної збірної Мексики. Наступного року був включений для заявки збірної на домашній для мексиканців чемпіонат світу 1970, на якому господарі припинили боротьбу на стадії чвертьфіналів, а сам Кастрехон на поле виходив, був одним з дублерів Ігнасіо Кальдерона.
Загалом протягом кар'єри у національній команді, яка тривала 13 років, провів у її формі 26 матчів.

## Титули і досягнення
- Чемпіон Мексики (1):

«Америка»: 1976
- Володар Суперкубка Мексики (1):

«Америка»: 1976
- Володар Кубка чемпіонів КОНКАКАФ (1):

«Америка»: 1977
- Переможець Чемпіонату націй КОНКАКАФ: 1977